# Savalia
Savalia is een geslacht van neteldieren uit de klasse van de Anthozoa (bloemdieren).

## Soorten
- Savalia lucifica (Cutress C.E. & Pequegnat W.E., 1960)
- Savalia savaglia (Bertoloni, 1819)